# NGC 4123
NGC 4123 ist eine aktive Balken-Spiralgalaxie vom Hubble-Typ SBb mit hoher Sternentstehungsrate im Sternbild Jungfrau auf der Ekliptik. Sie ist schätzungsweise 55 Millionen Lichtjahre von der Milchstraße entfernt und hat einen Durchmesser von etwa 70.000 Lichtjahren. Gemeinsam mit NGC 4116 bildet sie das gravitativ gebundene Galaxienpaar KPG 322 und ist das hellste Mitglied der NGC 4123-Gruppe (LGG 275).

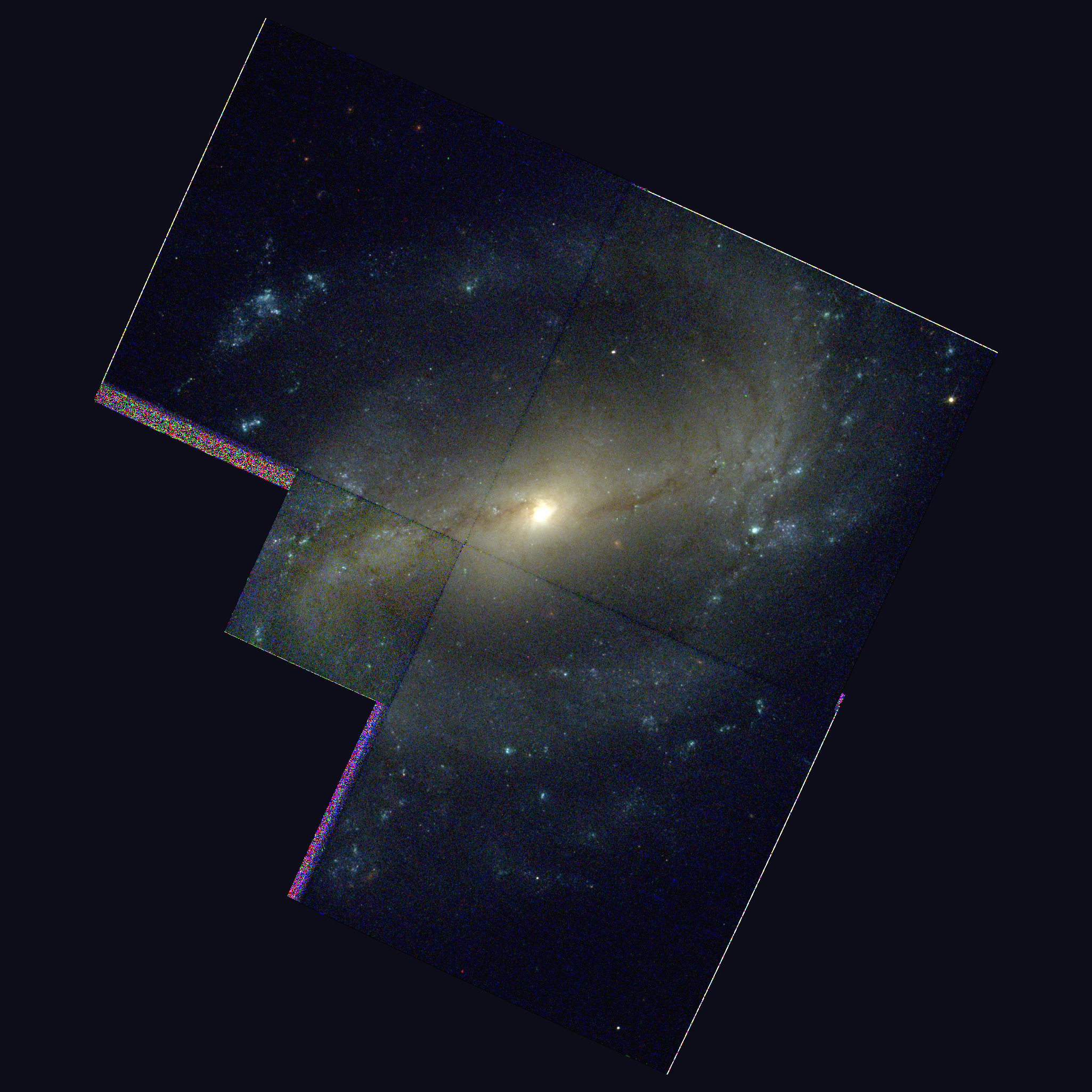
Aufnahme des Hubble-Weltraumteleskops

Das Objekt wurde am 24. Januar 1784 von Wilhelm Herschel mithilfe eines 18,7 Zoll-Spiegelteleskops entdeckt.

## NGC 4123-Gruppe (LGG 275)
| Galaxie   | Alternativname | Entfernung / Mio. Lj |
| --------- | -------------- | -------------------- |
| NGC 4116  | PGC 38492      | 54                   |
| NGC 4123  | PGC 38531      | 55                   |
| NGC 4179  | PGC 38950      | 54                   |
| PGC 38117 | UGC 7035       | 50                   |
| PGC 38793 | UGC 7178       | 55                   |
| PGC 38822 | UGC 7185       | 53                   |
| PGC 39474 | UGC 7332       | 38                   |